# Domingo Pérez de Granada
Domingo Pérez de Granada (llamado oficialmente Domingo Pérez hasta marzo de 2015) es una localidad y municipio español situado en la parte centro-norte de la comarca de Los Montes, en la provincia de Granada, comunidad autónoma de Andalucía. Limita con los municipios de Dehesas Viejas, Campotéjar, Montejícar, Guadahortuna, Píñar e Iznalloz. Cuenta con una población de 824 habitantes (INE 2024).
El municipio pereño, que comprende los núcleos de población de Domingo Pérez de Granada, Cotílfar y Cañatabla, fue creado el 17 de marzo de 2015 por segregación del término municipal de Iznalloz, convirtiéndose así en el número 172 de la provincia de Granada. Desde el año 2003 ya gozaba de cierta autonomía al concederle el régimen de entidad local autónoma (o ELA).

## Toponimia
El nombre de Domingo Pérez se debe a Domingo Pérez de Herrasti, que recibió por merced real por sus servicios a la Corona más de 2000 fanegas de tierra en los lugares de Campo de la Baraila, Fuente el Manzano o Aynotafe en el término de Iznalloz, desde el fin de la Guerra de Granada hasta 1530. Tiene su sepultura en la Iglesia de San Pedro y San Pablo de Granada. Su hijo Francisco Pérez, veinticuatro de Granada, continuó adquiriendo las tierras colindantes a los cortijos, como Salado Alto y Salado Bajo. En la provincia de Granada hay otros ejemplos de epónimos como Puebla de Don Fadrique por don Fadrique Álvarez de Toledo, duque de Alba, o Pedro Martínez.

## Geografía
Enclavado en un pequeño valle, entre montes, su territorio es atravesado por el río Cubillas y el arroyo de Cucarrete. Su temperatura es unos cinco grados inferior a la de la capital granadina, lo que hace que sus veranos sean frescos y los inviernos fríos.
Además de la entrada por el oeste que une con Dehesas Viejas, Benalúa de las Villas y Alcalá la Real entre otras, tiene la localidad varios accesos, entre los que destacan: la entrada norte, que acerca a los viajeros que provienen de Montejícar y de los cercanos pueblos de la provincia de Jaén como Huelma, la entrada este, que une por medio de una carretera y de un camino vecinal a Píñar; y la entrada sur, antigua carretera de Granada, que nos une con Píñar e Iznalloz.

## Historia
Durante el período de dominación musulmana fue una antigua alquería, destacando la riqueza de su tierra para el cereal y el girasol.
En el siglo XVI Domingo Pérez es propiedad de la familia Pérez de Herrasti, una de las familias que componían la oligarquía de Granada durante la Edad Moderna, y cuyo escudo se encuentra en la fachada del Palacio de Los Marqueses Cartagena en Granada. Los Pérez de Herrasti no reclamaron la jurisdicción sobre Domingo Pérez, como sí hicieron otros señores como los de Benalúa de las Villas, por lo que los labradores que tenían arrendadas las tierras del cortijo no eran vasallos y dependían de la jurisdicción de Iznalloz.
A mediados del siglo XX los terrenos del pueblo fueron vendidos a 217 habitantes por el Marqués de Albayda en 1959 (por 11 millones y medio de pesetas) se empezó a diversificar el cultivo, siendo hoy el olivar su principal riqueza. De 1962 data el pueblo de colonización del Instituto Nacional de Colonización de Cotílfar Baja, del arquitecto José García Nieto Gascón, con un proyecto original de 21 parcelas. El pueblo de colonización del Instituto Nacional de Colonización de Cañatalba Alta con 14 parcelas para viviendas en su proyecto original data de 1965 y su arquitecto fue Manuel Jiménez Varea.
El 17 de marzo de 2015 se consiguió la independencia del municipio de Iznalloz, conformándose como el municipio número 172 de la provincia de Granada.

## Demografía
| Gráfica de evolución demográfica de Domingo Pérez de Granada entre 2021 y 2021                                      |
| |
| Población de derecho según los censos de población del INE Población de hecho según los censos de población del INE |

## Economía
El sector primario es el que más riqueza y puestos de trabajo genera. En cuanto al olivar se encuentra dentro de la Denominación de Origen Protegida Montes de Granada. De toda la extensa área que abarca esta D.O.P. destaca la SCA Varaila de Domingo Pérez.

## Arqueología
En el término de Domingo Pérez de Granada se han encontrado a lo largo de los años diferentes restos de actividad humana. Estos provienen de distintos asentamientos y de diferentes épocas históricas:

### Paleolítico y Neolítico
Pese a la inexistencia de estudios científicos sobre esta época, existe gran cantidad de evidencia arqueológica que remite a los primeros periodos históricos de nuestra localidad. Se encuentran con facilidad en distintos parajes industrias líticas datadas a partir del Paleolítico Medio (periodo Musteriense y posteriores), y sobre todo de época neolítica, siendo lo más significativo diversos tipos de hachas pulidas, láminas y lascas de sílex, y restos cerámicos.

### Edad de los Metales
En la Edad del Cobre se encuentran los inicios de uno de los grandes yacimientos de nuestra localidad, el “Billar de Jailón”. Así lo demuestran los cuchillos de sílex, restos de recipientes de cerámica y diferentes objetos de cobre. Posteriormente, el enclave ha sido ocupado sucesivamente por diferentes culturas casi hasta la actualidad.
Destaca la excavación llevada a cabo en 1957-58 en el Cerro del Greal, cerca del cortijo El Salado, la cual reveló un enterramiento fechado a finales del Calcolítico e inicios del Bronce (2000-1800 a. C.). La sepultura es una cueva artificial excavada sobre el terreno que contenía restos óseos y materiales, entre ellos varios cuencos de cerámica, punzones e ídolos realizados en hueso y cuchillos de pedernal. Expuestos en su mayoría en el Museo Arqueológico Provincial de Granada.

### Época Ibérica y Romana
En marzo de 1983 se excava el Cerro del Centinela, situado en las proximidades de Cañatalba. Se trata de un poblado de época protohistórica, en la transición entre el Bronce Final y el periodo Ibérico, fechado entre el siglo VII y VI a. C. Se documentaron varios fondos de cabañas, numerosos restos materiales y útiles asociados a ellas.
Recientemente, en las cercanías de este yacimiento, se ha producido el hallazgo de un sarcófago tallado en piedra, encuadrado en un primer análisis en época tardorromana (ss. IV-V d. C.), el cual puede ser un indicio de la existencia de una posible necrópolis en el lugar.

### Dominación musulmana
Uno de los hallazgos más espectaculares que han tenido lugar en Domingo Pérez de Granada fue la aparición de un tesorillo de monedas en una zona próxima al Cerro del Centinela. Fue un encuentro fortuito mientras se realizaban labores agrícolas. Se trata de una cantidad considerable de dírham emirales de plata de los reinados de Abderramán I y Abdalá I, del siglo VIII. Fueron adquiridas por el Estado en 1982 y se encuentran depositadas en el Museo Arqueológico Provincial de Granada.

## Cultura

### Fiestas
Son patrones de esta población, San Marcos y Nuestra Señora del Rosario. Las fiestas patronales se han trasladado a la época estival, si bien se conserva como fiesta local el día 7 de octubre, día de la Virgen del Rosario. Las fiestas en honor a San Marcos desaparecieron hace años, habiéndose instaurado desde 1982 la romería en honor a San Isidro, retomando una festividad igualmente desaparecida. Esta fiesta se celebra en el cortijo de Cañatalba.

#### San Isidro
San Isidro labrador (Madrid, 1080-15 de mayo de 1130). Se celebra su festividad el día 15 de mayo. Estuvo casado con Santa María de la Cabeza.
Su amo fue el noble Iván de Vargas y en su casa en Madrid hay actualmente un museo con exposiciones temporales de temas madrileños y también con recuerdos relativos a la vida del santo.

#### Semana Cultural
Se celebra en el mes de junio y es organizada por el Ayuntamiento y el colegio, con la colaboración de las distintas asociaciones y de algunos empresarios del pueblo.
En ella destaca el Mercadillo Medieval.

#### Fiestas patronales
Estas fiestas son celebradas aproximadamente entre la última semana de julio y primera de agosto en honor a la patrona de la localidad. Son organizadas por una comisión de fiestas constituida por personas del pueblo.
En ella se organizan actividades para los niños, talleres para jóvenes y adultos, atracciones y verbenas para amenizar la velada.

#### Cabalgata de Reyes
Se celebra el día 5 de enero. La cabalgata hace un recorrido por el pueblo repartiendo regalos y caramelos a los distintos niños del pueblo.